# Pestřenkovití
Pestřenky, lidově nazývané vosičky nebo vosíci (jméno vosíci však patří blanokřídlému hmyzu rodu Polistes), jsou příslušníci dvoukřídlého hmyzu čeledi pestřenkovití (Syrphidae). Dospělí jedinci se živí nektarem a pylem kvetoucích rostlin, jejich larvy mají poměrně rozmanité potravní strategie. Larvy druhů z podčeledí Syrphinae a Pipizinae jsou dravé a živí se mšicemi, třásněnkami a dalším drobným hmyzem parazitujícím na rostlinách. Larvy většiny zástupců z podčeledi Eristalinae se živí rozpadajícími se rostlinnými i živočišnými zbytky v půdě či ve vodě, některé druhy z této skupiny jsou herbivorní. Pestřenky z podčeledi Microdontinae mají myrmekofilní larvy.
Bylo popsáno na 6000 druhů v 200 rodech. Pestřenky jsou běžné po celém světě na všech kontinentech kromě Antarktidy. Pestřenky jsou charakteristické svým letem (rychlým, trhavým) i vznášením se na místě a rovněž svými mimikry. Mnohé druhy pestřenek se nápadně podobají jiným zástupcům hmyzu, zejména žahadlovým blanokřídlým, např. vosám (podle nichž získaly své lidové označení), včelám či čmelákům. Na rozdíl od druhů, které napodobují, však nejsou nebezpečné: nejenže jako zástupce dvoukřídlého hmyzu nemají žihadlo, ale ani ústní ústrojí není uzpůsobeno k bodání nebo kousání, jedná se o tzv. ústní ústrojí lízavě-sací, jako má např. moucha domácí.
Pestřenky bývají neprávem opomíjené a zaměňované za blanokřídlý hmyz. Patří však mezi hospodářsky významné a pro člověka užitečné zástupce hmyzu, a to jak proto, že často fungují jako opylovači, tak kvůli případným masožravým larvám, které likvidují velká množství zemědělských škůdců. Přítomnost larev pestřenky trubcové je jedním z bioindikátorů znečištění vody, larvy se vyskytují i ve více znečištěných eutrofních vodách.

## Systém
řád: dvoukřídlí (Diptera)

čeleď: pestřenkovití (Syrphidae)
podčeledi
- Microdontinae
- Eristalinae
- Pipizinae
- Syrphinae

## Zástupci

Zástupci běžní ve střední Evropě
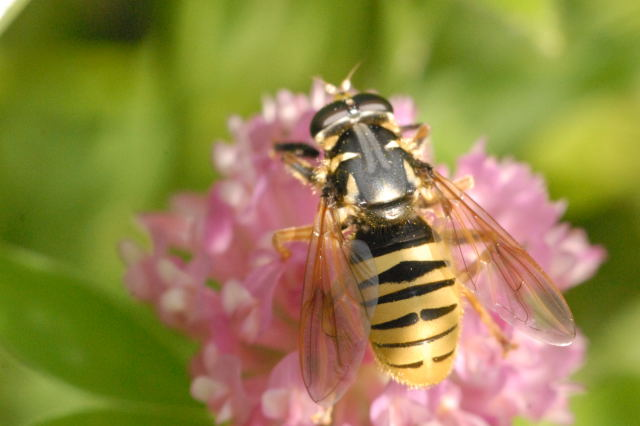
pestřenka vosí Temnostoma vespiforme
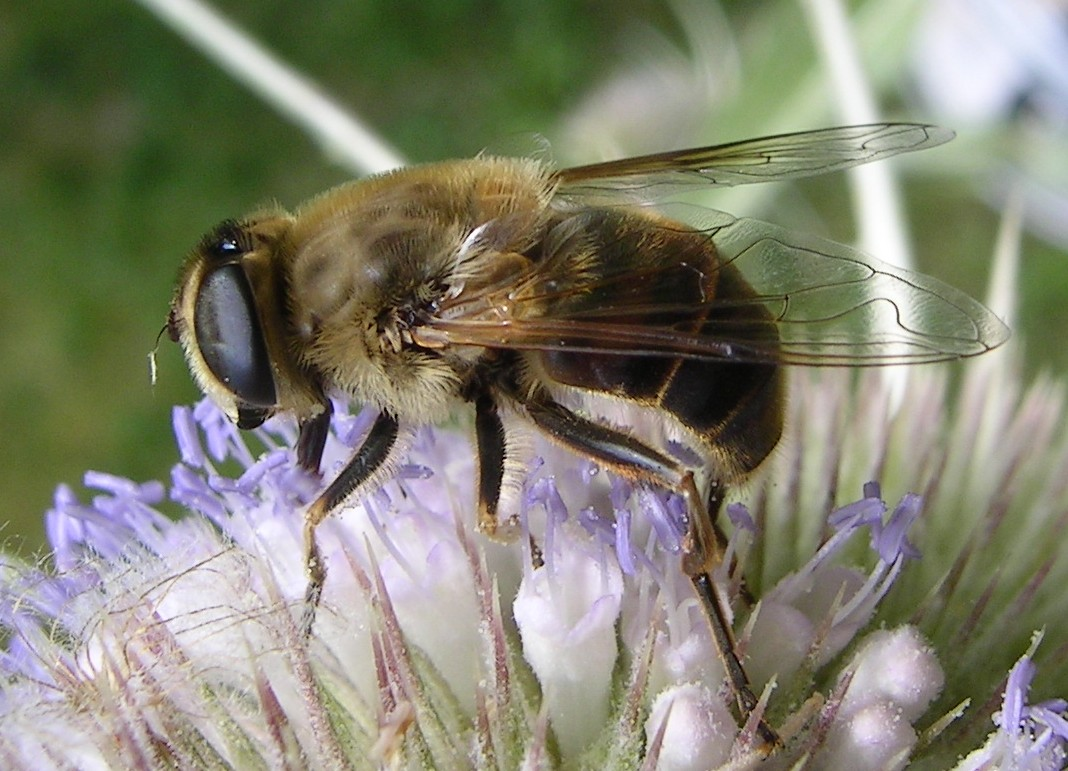
pestřenka trubcová Eristalis tenax
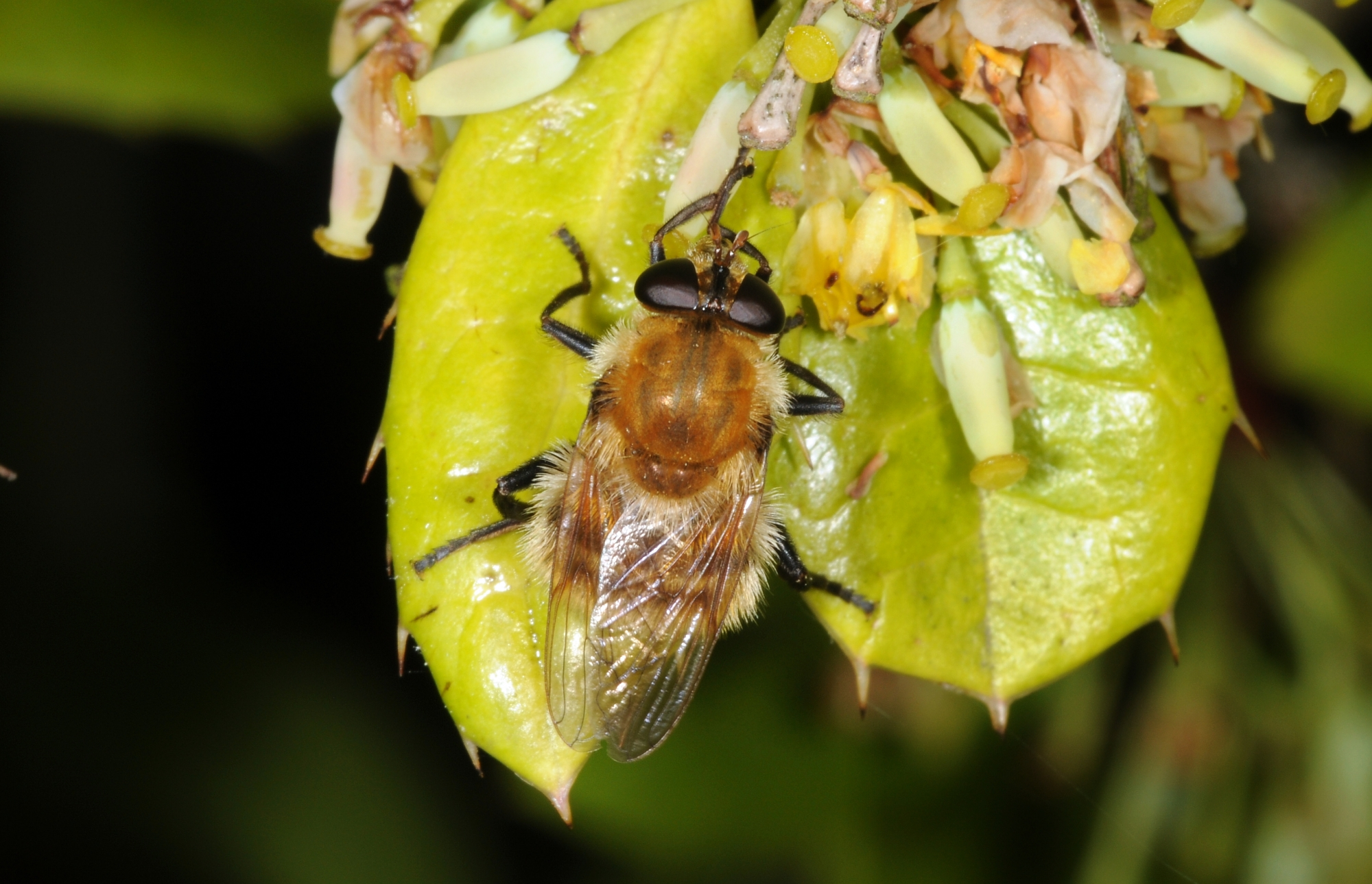
pestřenka Criorhina floccosa
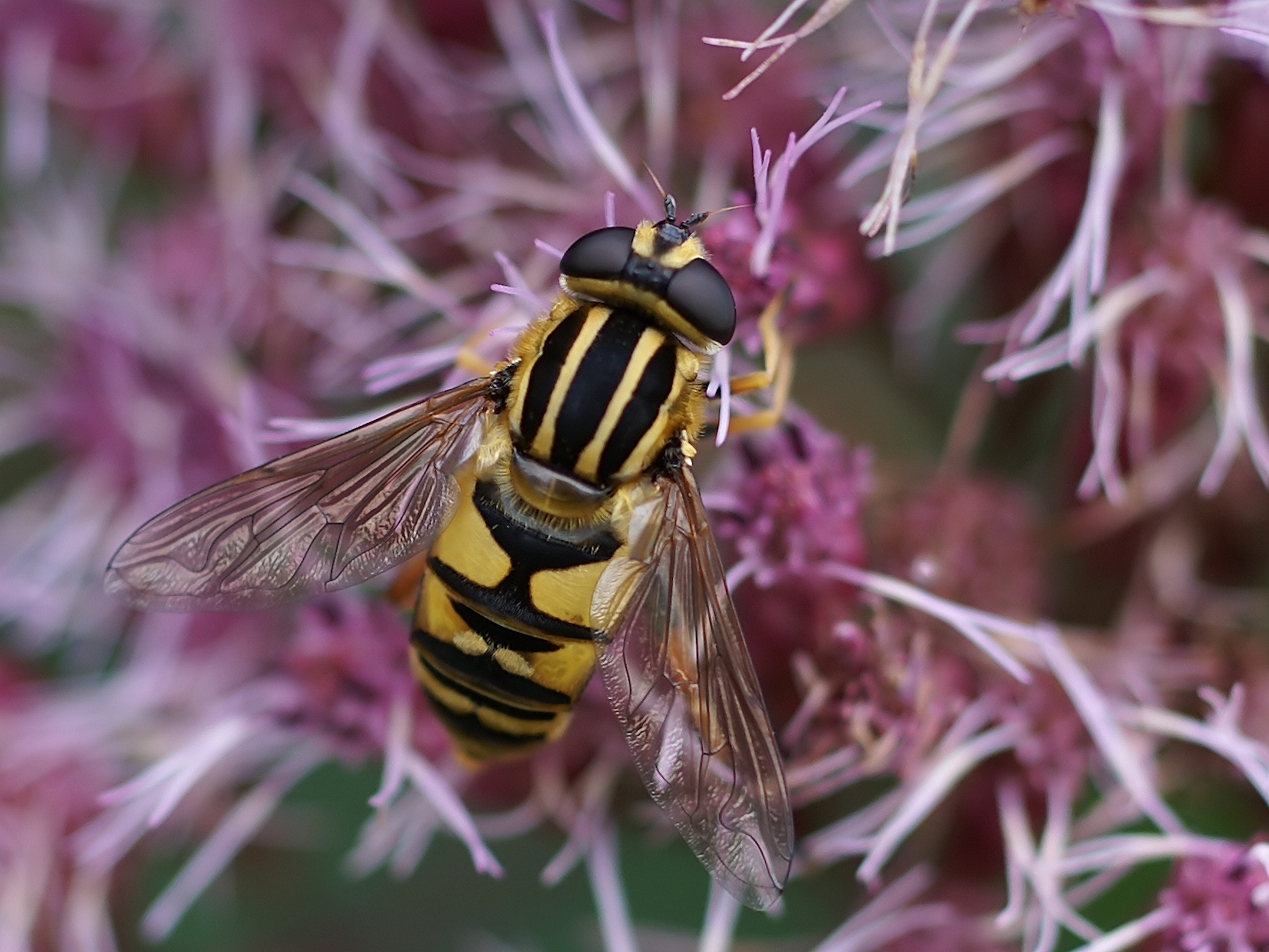
pestřenka černonosá Helophilus pendulus
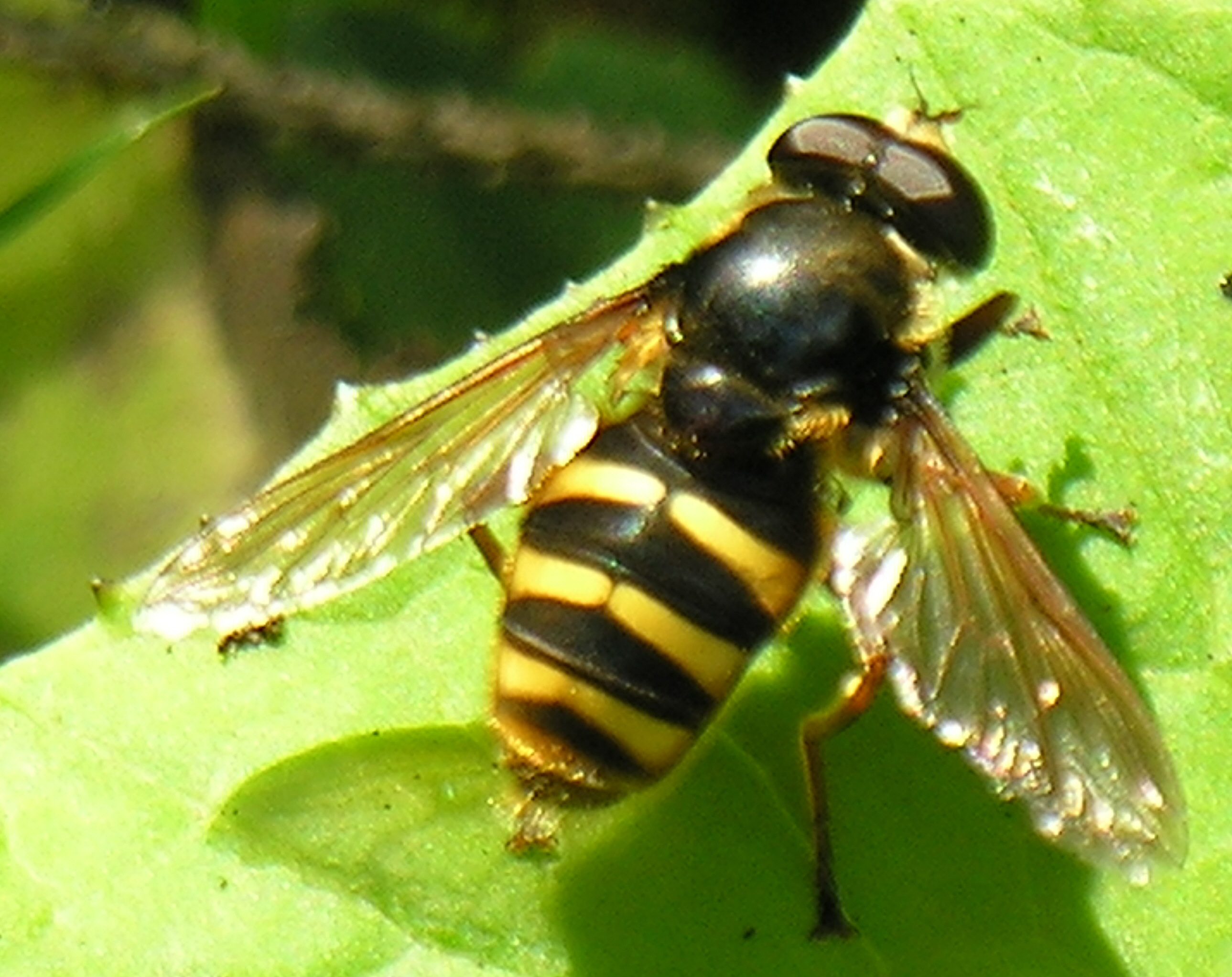
pestřenka tichá Sericomyia silentis
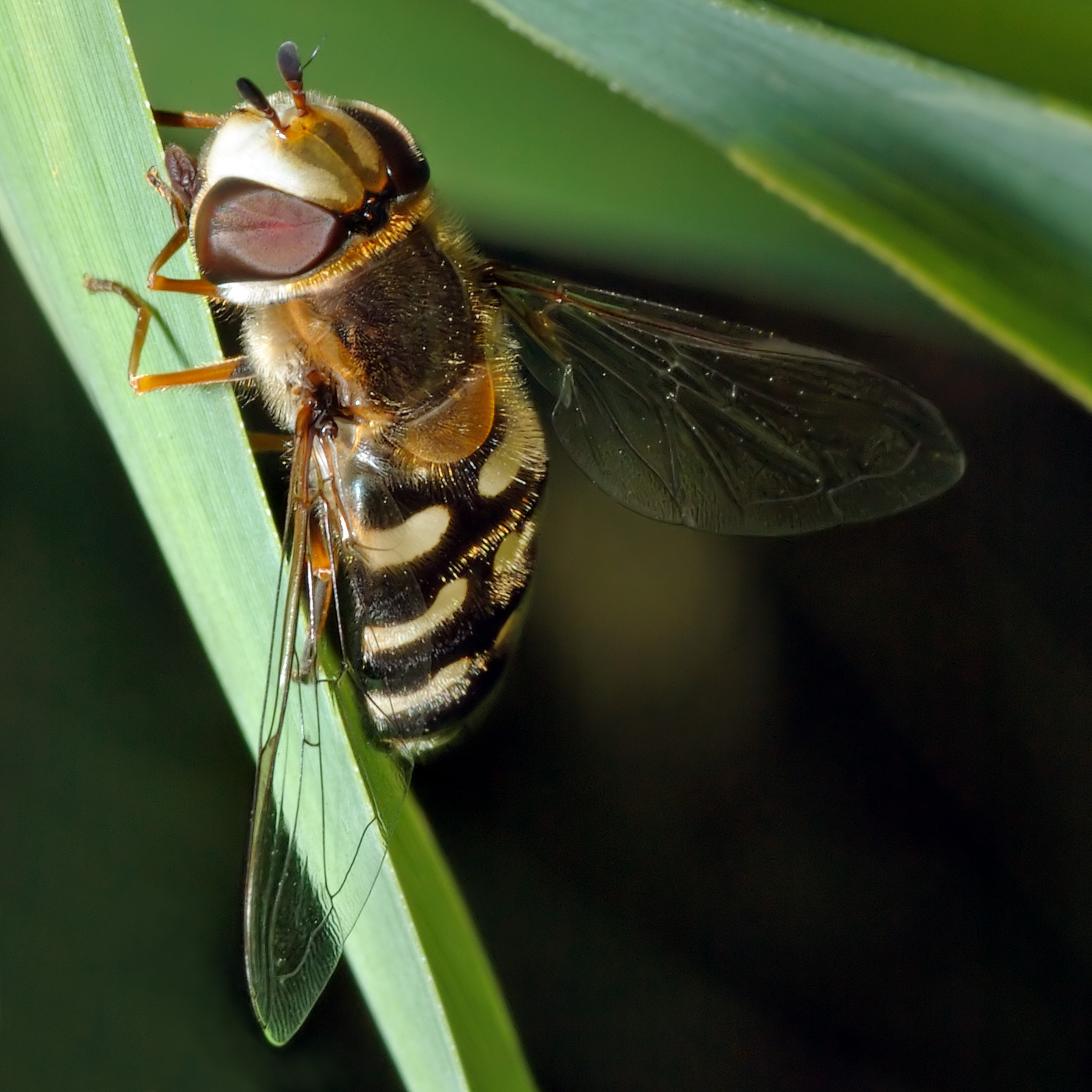
pestřenka hrušňová Scaeva pyrastri
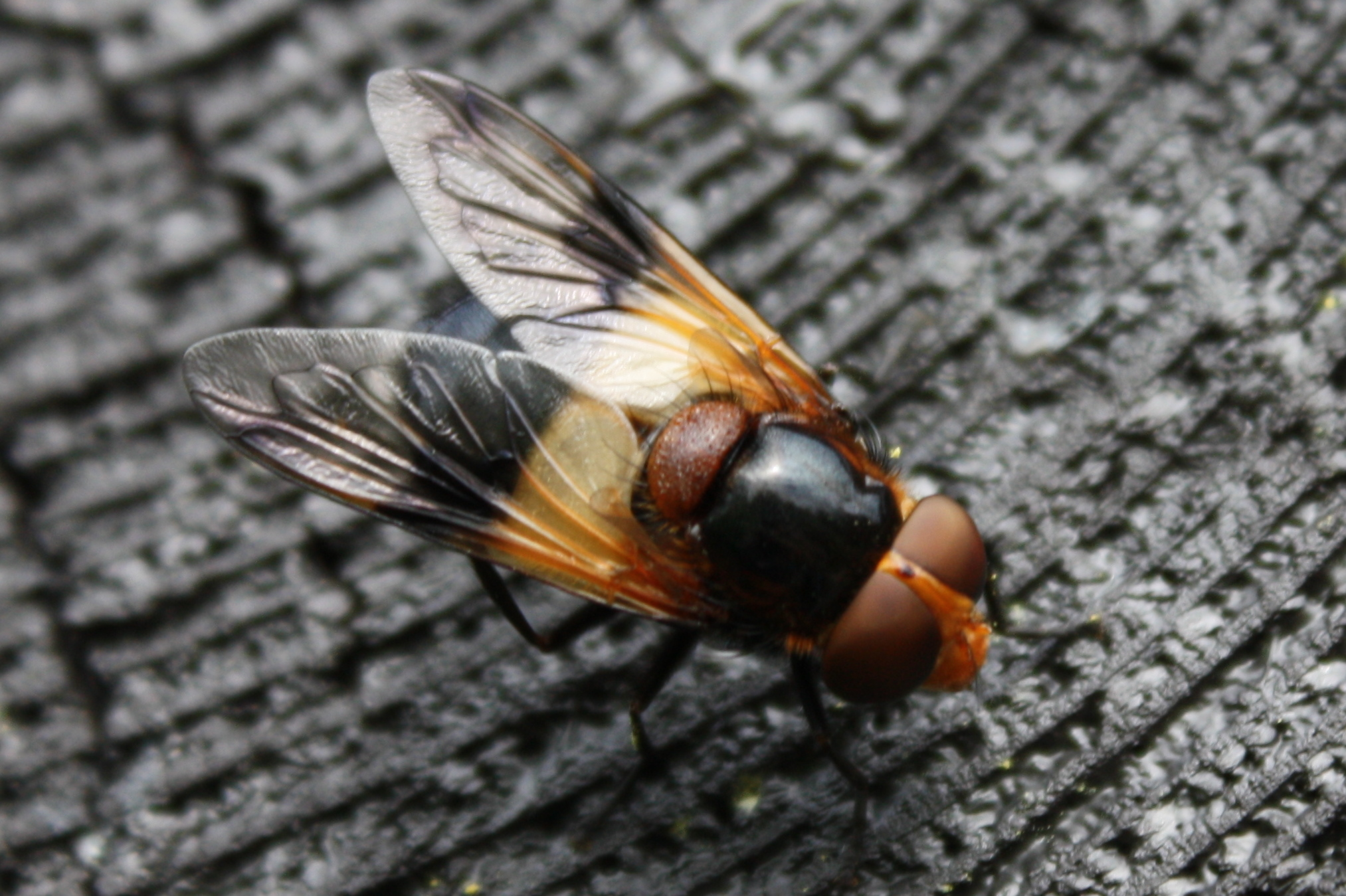
pestřenka prosvítavá Volucella pellucens
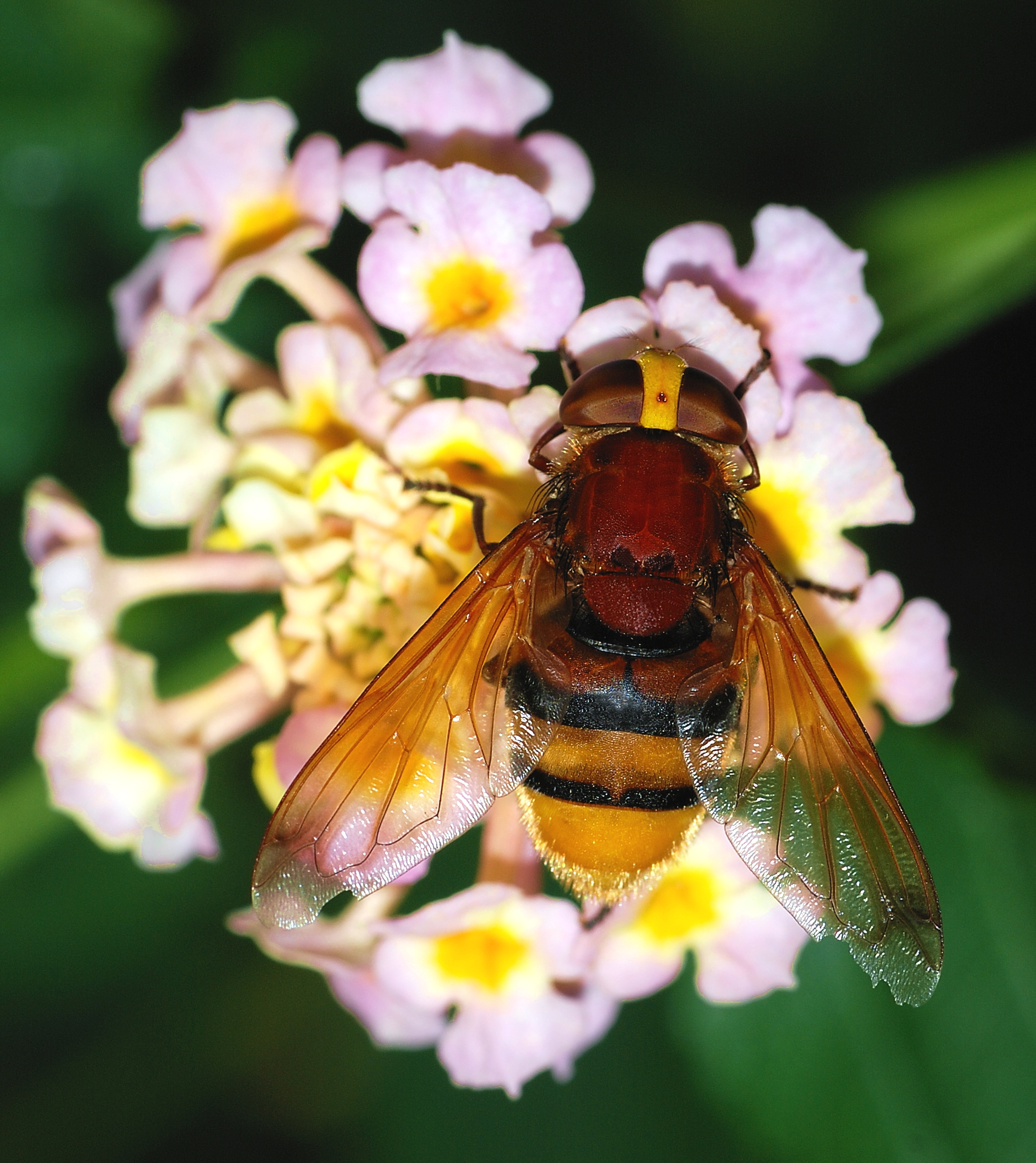
pestřenka sršňová Volucella zonaria
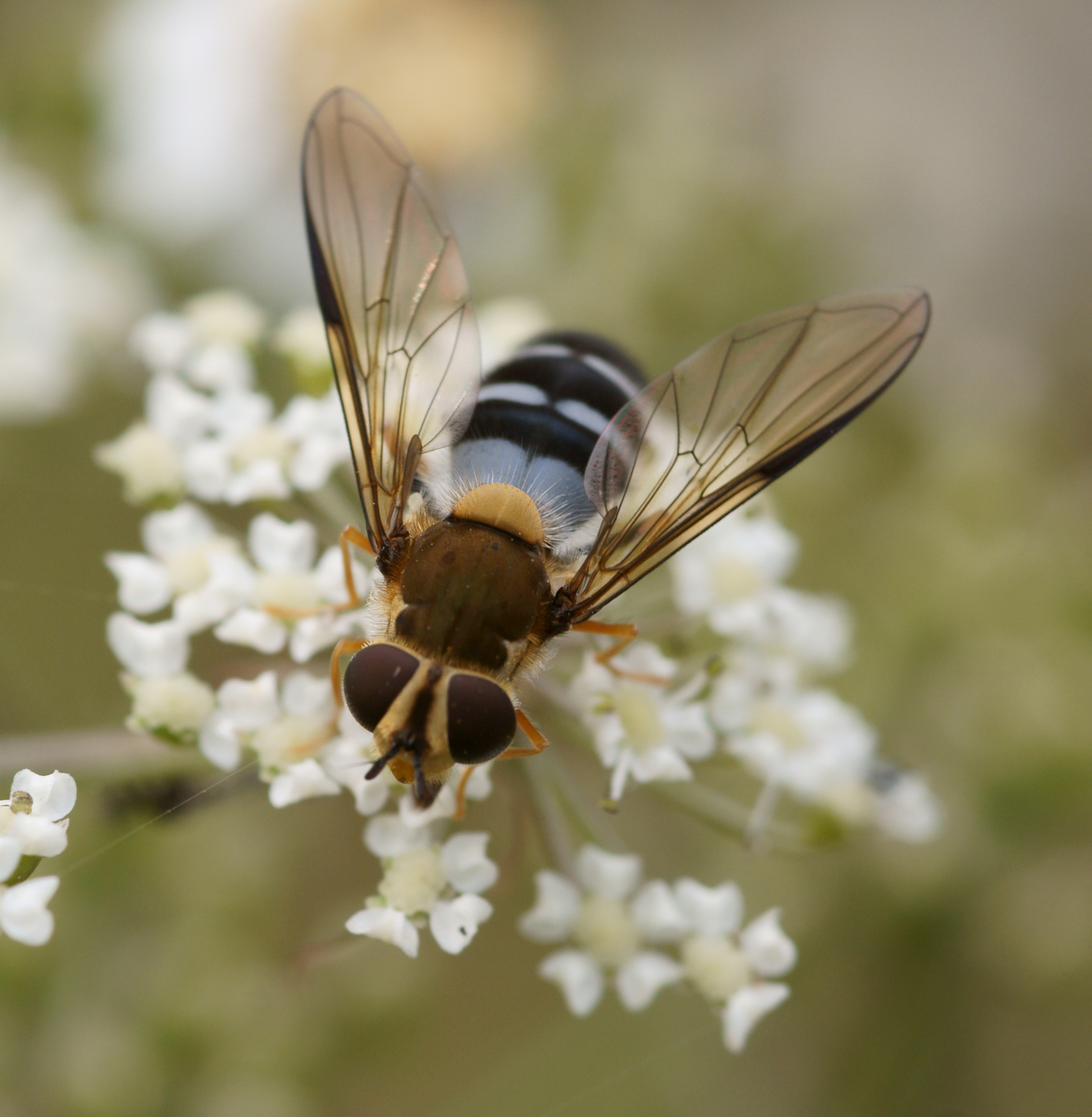
pestřenka horská Leucozona glaucia
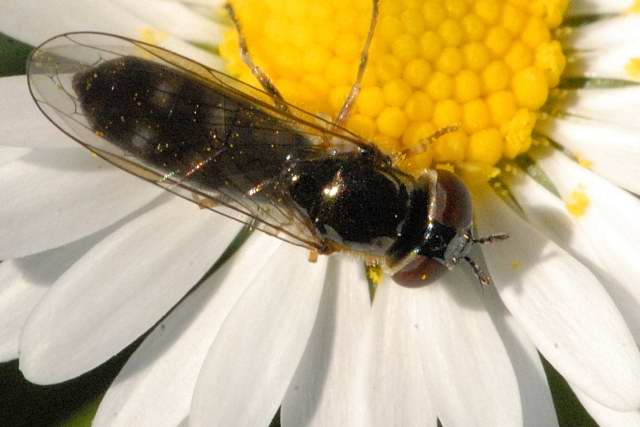
pestřenka Platycheirus albimanus
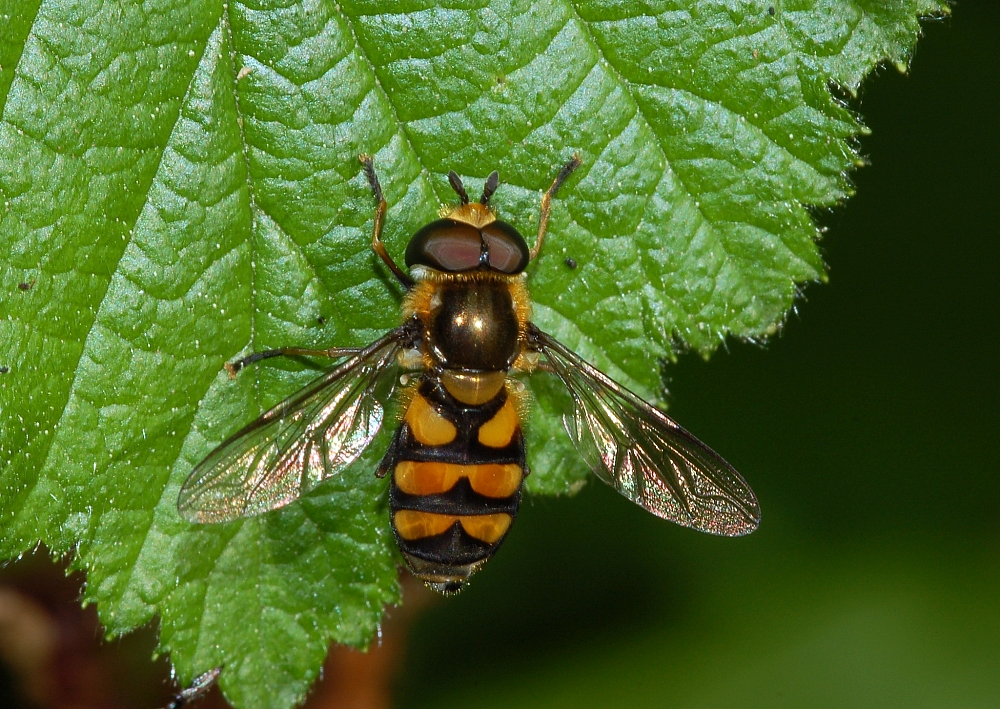
pestřenka Didea fasciata
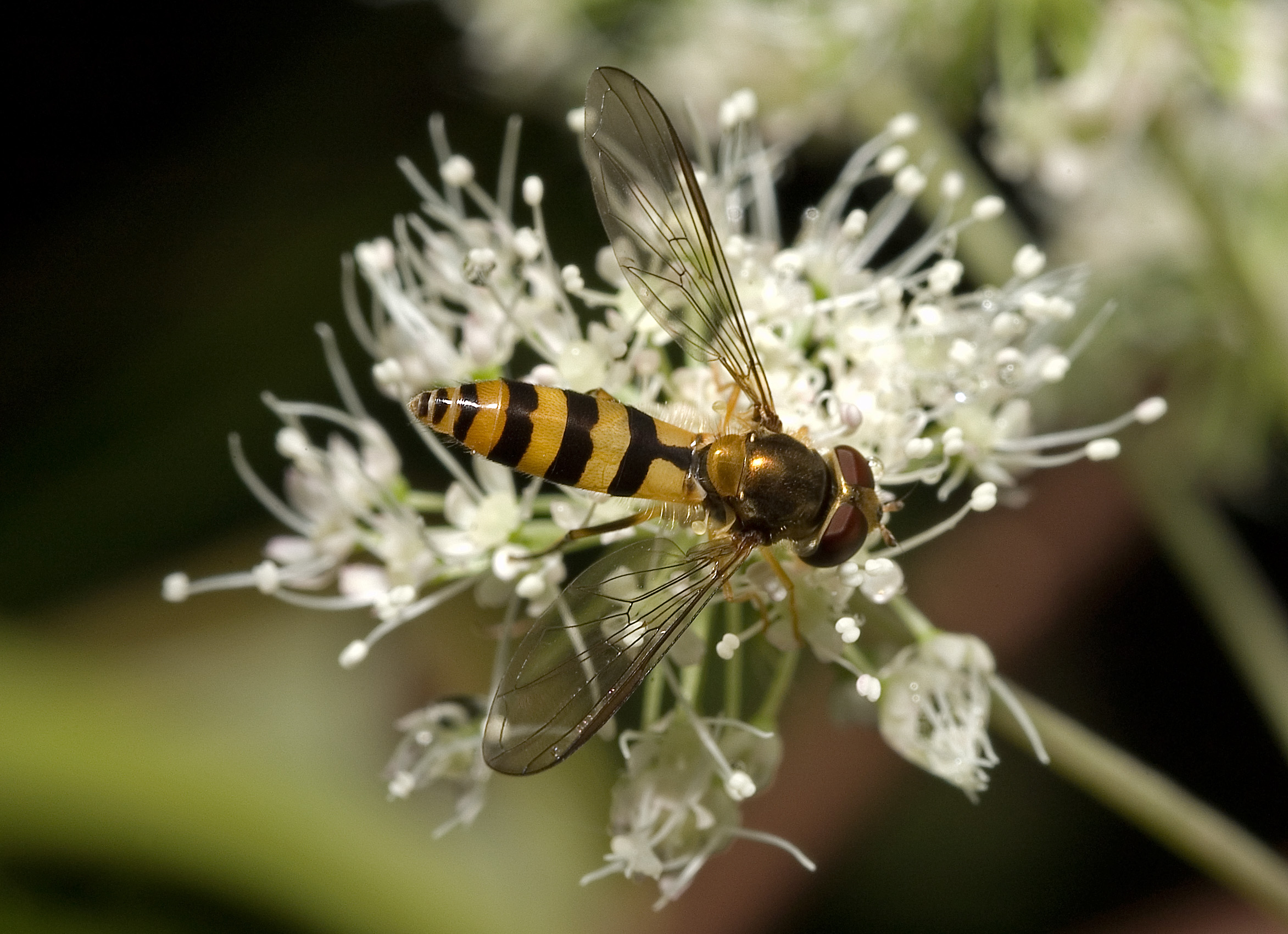
pestřenka Meliscaeva cinctella
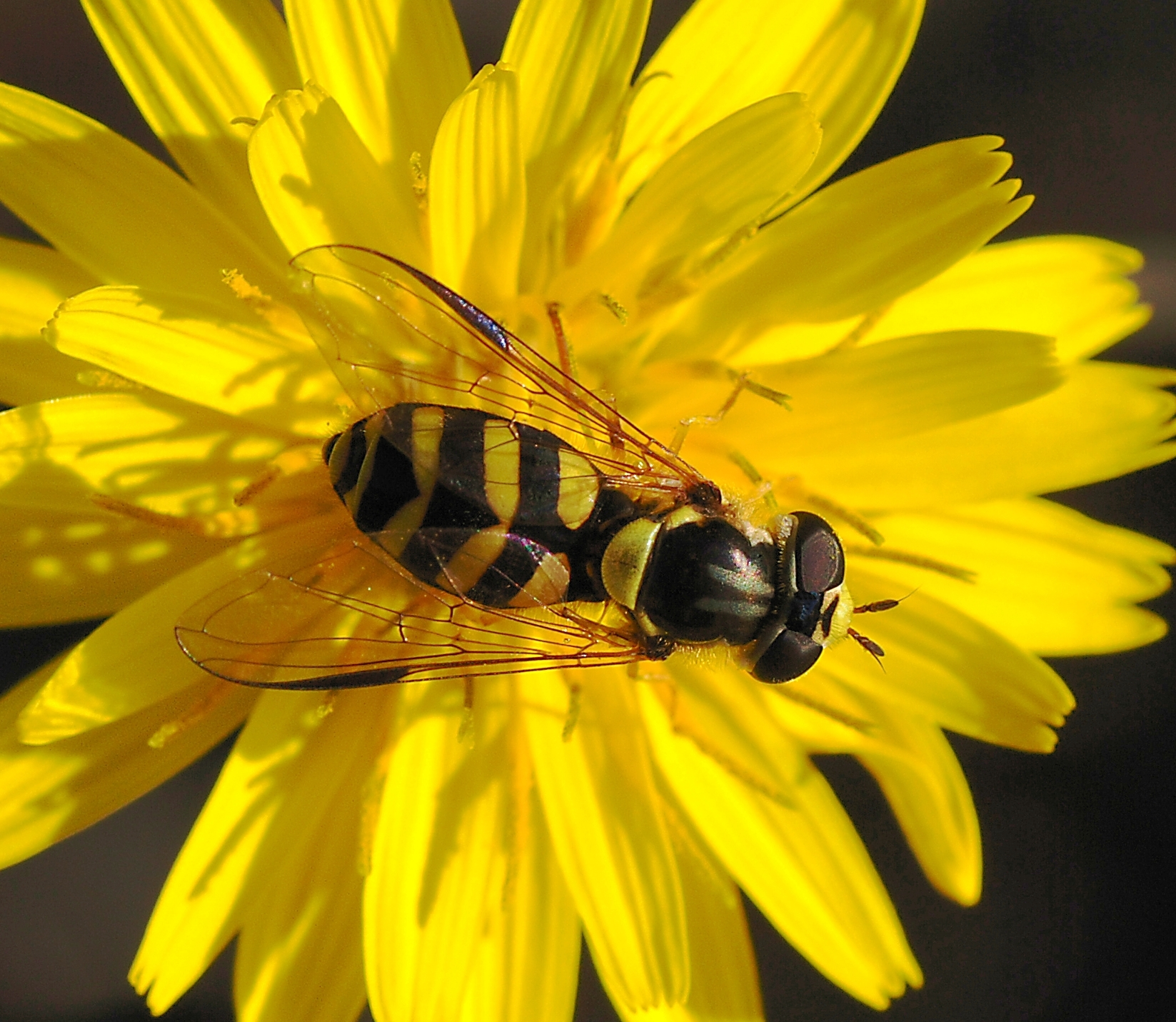
pestřenka Dasysyrphus albostriatus
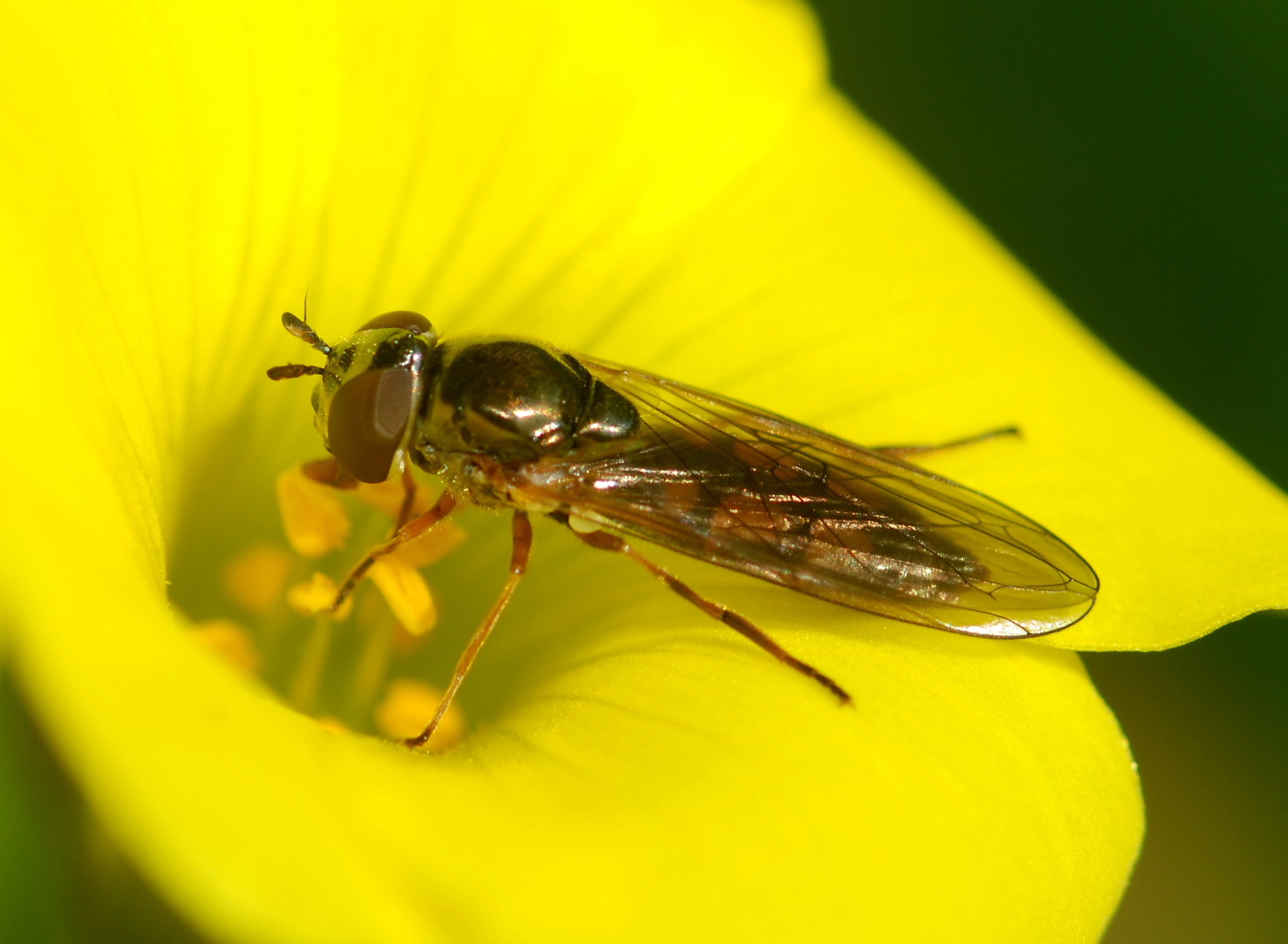
pestřenka Melanostoma scalare
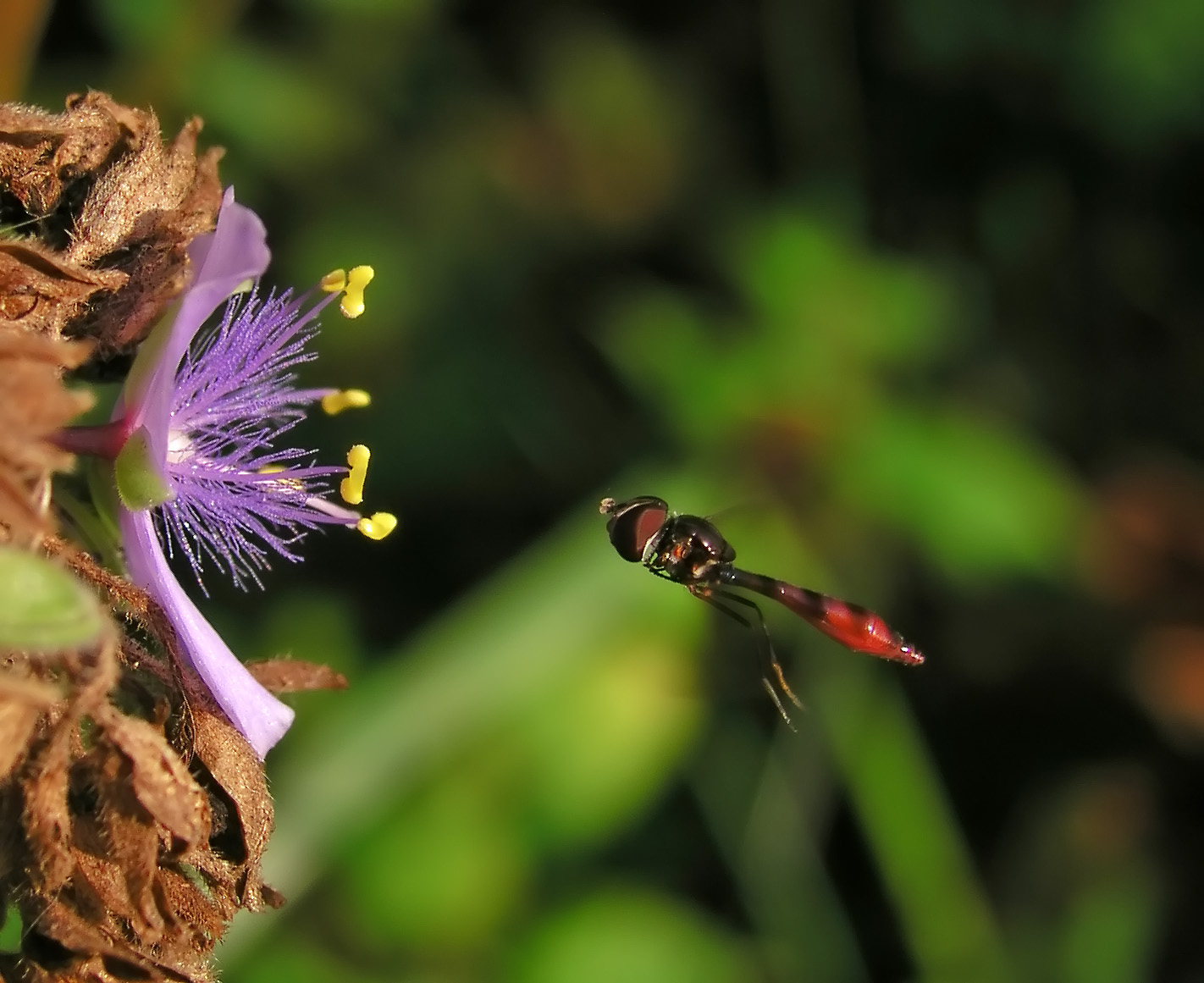
pestřenka Ocyptamus fuscipennis
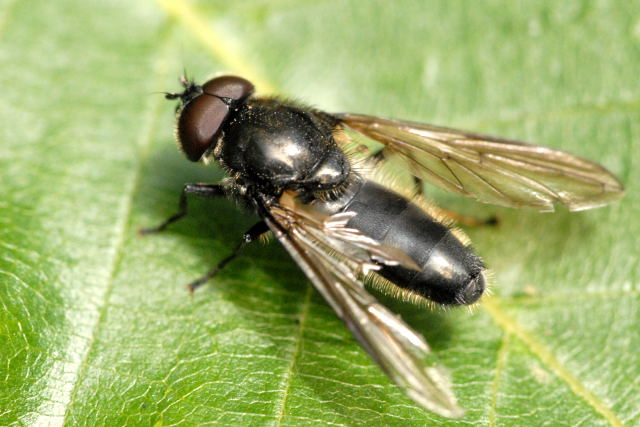
pestřenka Cheilosia variabilis
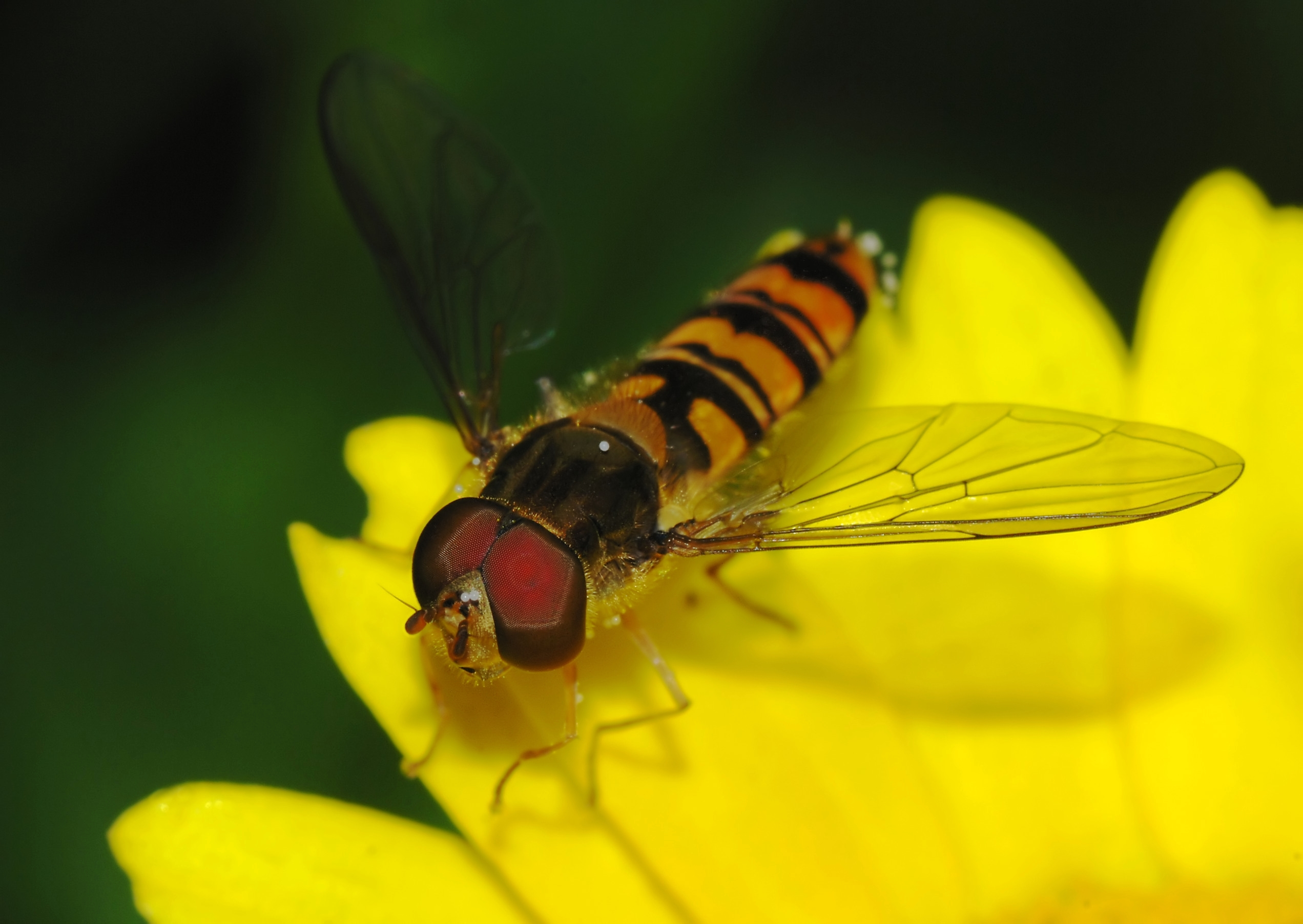
pestřenka pruhovaná Episyrphus balteatus
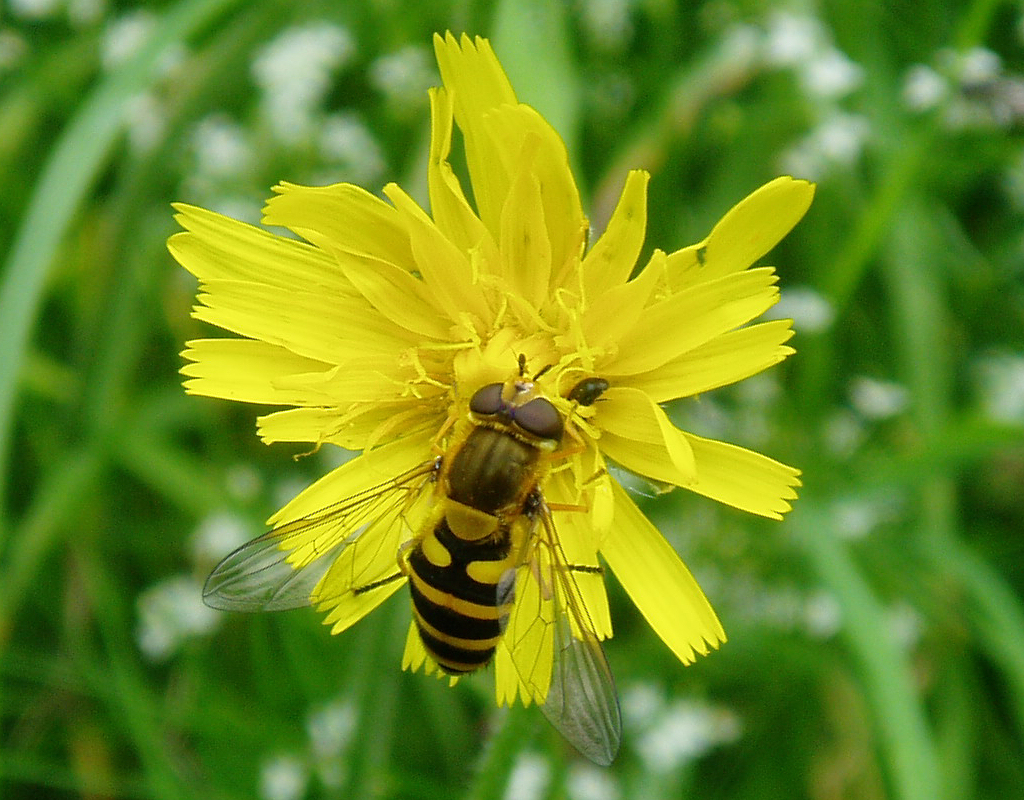
pestřenka rybízová Syrphus ribesii
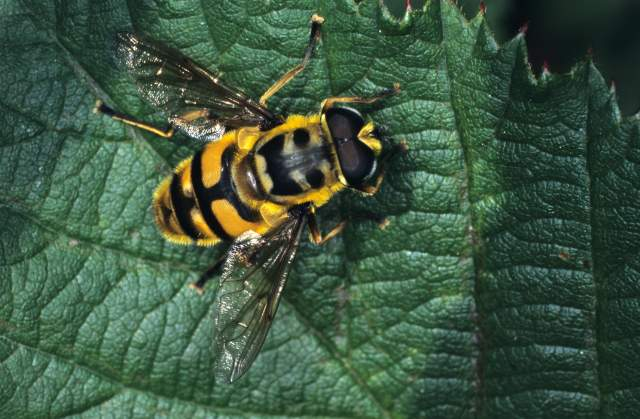
pestřenka smrtihlavka Myatropa florea
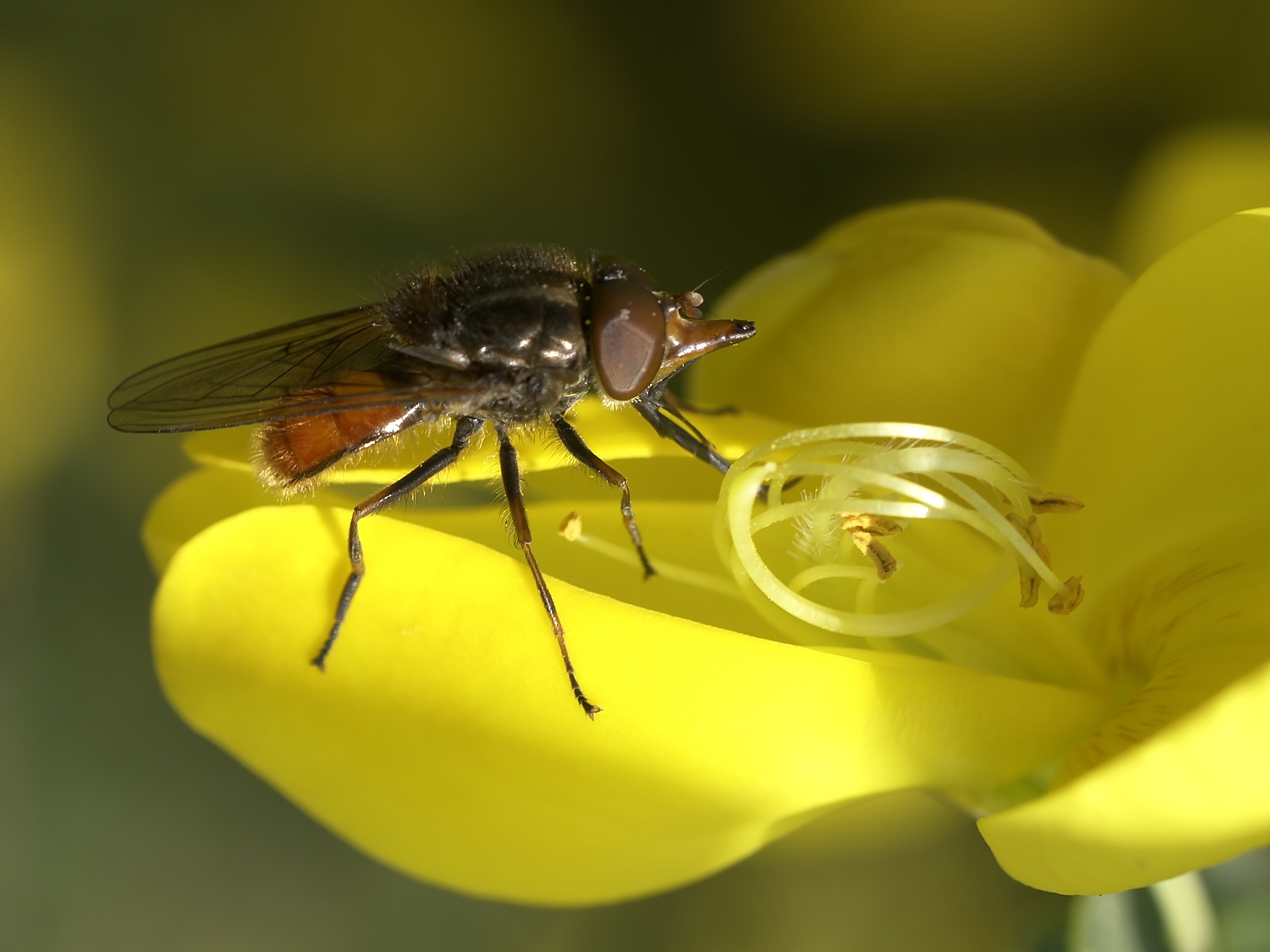
pestřenka pastvinná Rhingia campestris
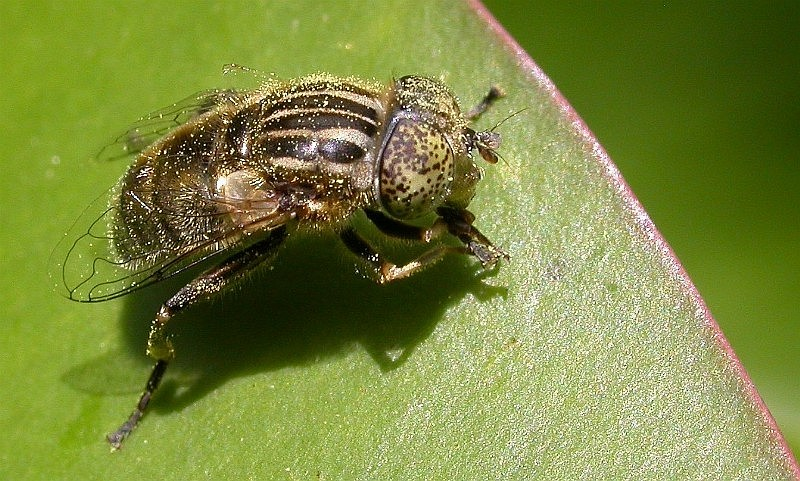
pestřenka Eristalinus sepulchralis
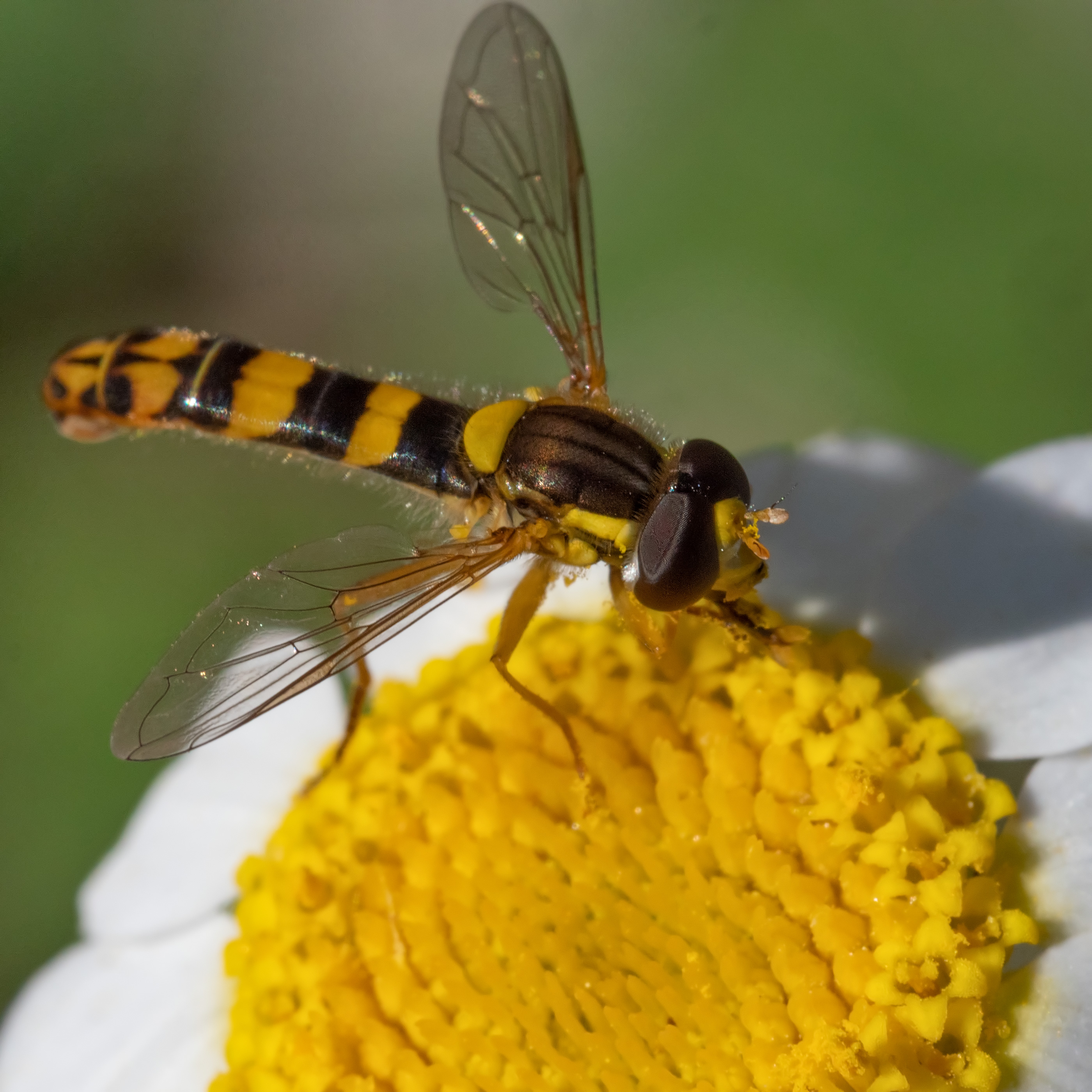
pestřenka psaná (Sphaerophoria scripta
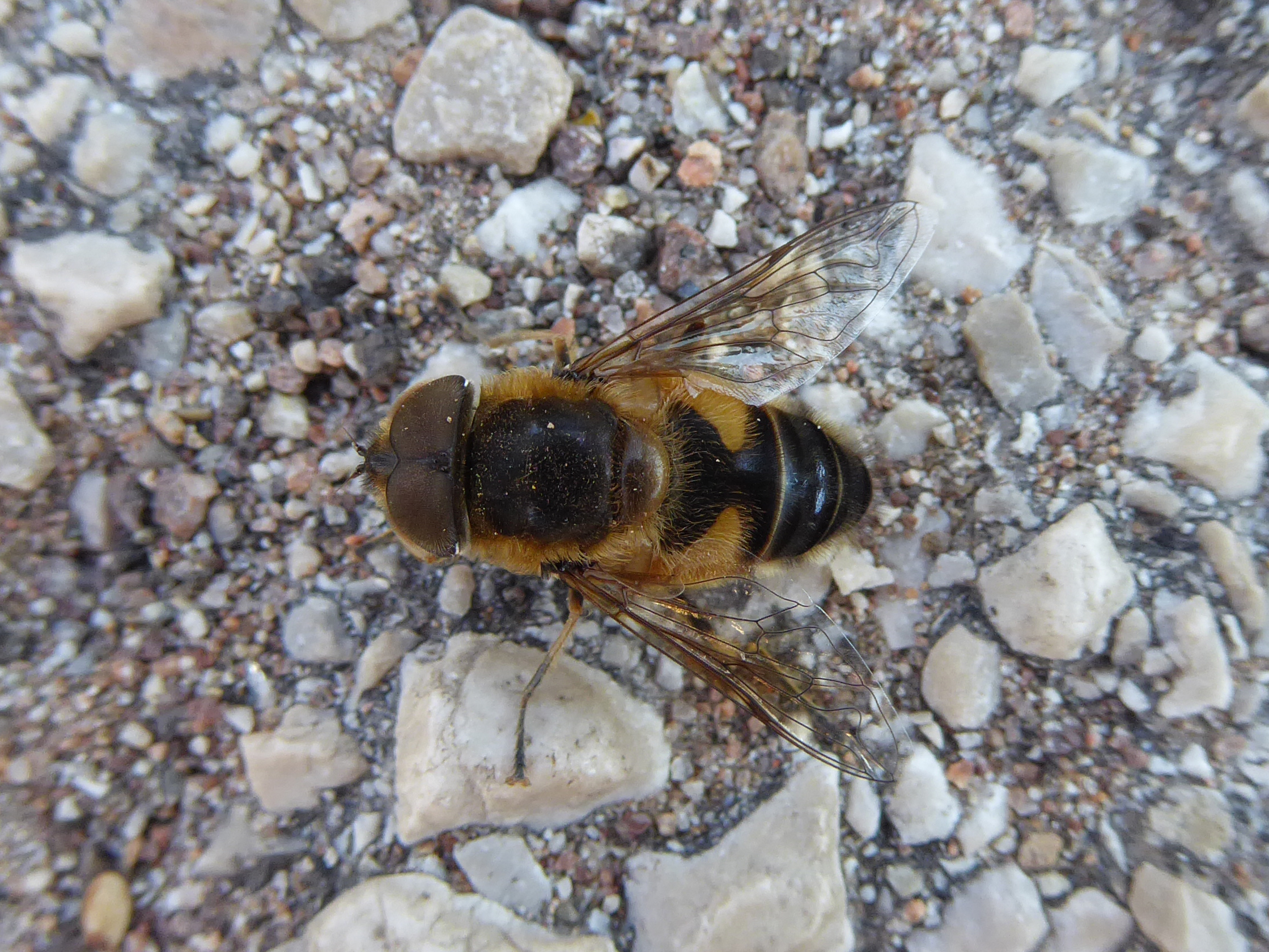
pestřenka Eristalis pertinax